# Cyclophora puppillaria lilacinipes
Cyclophora puppillaria lilacinipes é uma subespécie de insetos lepidópteros, mais especificamente de traças, pertencente à família Geometridae.
A autoridade científica da subespécie é Schaus & Cockerell, tendo sido descrita no ano de 1923.
Trata-se de uma subespécie presente no território português.